# Give Up the Ghost
Give Up the Ghost (nebo také American Nightmare) je americká hudební skupina, která vznikla v Bostonu v roce 1998. Její původní sestavu tvořili Tim Cossar, Wesley Eisold, Azy Relph a Jesse Van Diest. Později se sestava kapela několikrát změnila. V roce 1999 nahráli první demonahrávku a následujícího roku vydala eponymní EP. Roku 2001, již po změně názvu, vydali svou první dlouhohrající desku Background Music. Další album We're Down Til We're Underground následovalo o dva roky později a roku 2004 se kapela rozpadla. Po sedmi letech nečinnosti, v roce 2011, byla skupina obnovena. Od té doby vystupovala jak pod názvem Give Up the Ghost, tak i jako American Nightmare. Roku 2018 kapela vydala své třetí studiové album s názvem American Nightmare.